# Campeonato de España de selecciones autonómicas de Balonmano
El Campeonato de España de selecciones autonómicas de balonmano en edad formativa es un torneo anual en España donde equipos de balonmano de diferentes comunidades autónomas compiten en varias categorías de edad, que suelen oscilar entre mayores de 13 años y menores de 18 años (infantiles, cadetes y juveniles). El torneo está diseñado para fomentar el desarrollo de jóvenes jugadores de balonmano y brindarles la oportunidad de mostrar sus habilidades a nivel nacional.
Organizado por la Real Federación Española de Balonmano, es una competición que se juega en una semana de concentración, itinerante por el territorio español, pero en sede única.

## Historia
Antes de 2014 los campeonatos se jugaban en diferentes sedes y separados por categoría. Es en 2014, con el primer torneo de selecciones celebrado en Asturias, cuando se unifican todos los torneos infantiles, cadetes y juveniles en sede única.
Cataluña es la gran dominadora del medallero con hasta 26 campeonatos, seguidos de la Comunidad Valenciana con 9 entorchados y a la Comunidad de Madrid con 8. Andalucía con 7, Navarra con 4, Castilla y León con 3 y Canarias, Galicia y Asturias con 1 campeonato CESA completan el pódium histórico de la competición.
Se le conoció también con el nombre de Campeonato de España de selecciones territoriales.

## Palmarés

### Año a año
| Edición          | Año  | Localización                            | Femenino                                | Femenino                                | Femenino                                | Masculino                               | Masculino                               | Masculino                               |
| Edición          | Año  | Localización                            | Campeón Juvenil                         | Campeonato Cadete                       | Campeonato infantil                     | Campeón Juvenil                         | Campeonato Cadete                       | Campeonato infantil                     |
| ---------------- | ---- | --------------------------------------- | --------------------------------------- | --------------------------------------- | --------------------------------------- | --------------------------------------- | --------------------------------------- | --------------------------------------- |
| I – CESA 2014    | 2014 | Asturias                                | Canarias                                | Cataluña                                | Cataluña                                | Madrid                                  | Andalucía                               | Madrid                                  |
| II – CESA 2015   | 2015 | Oropesa del Mar                         | Castilla y León                         | Asturias                                | Galicia                                 | Cataluña                                | Madrid                                  | Comunidad valenciana                    |
| III – CESA 2016  | 2016 | Almería                                 | Castilla y León                         | Madrid                                  | Andalucía                               | Cataluña                                | Madrid                                  | Comunidad valenciana                    |
| IV – CESA 2017   | 2017 | Gerona y Barcelona                      | Madrid                                  | Cataluña                                | Cataluña                                | Cataluña                                | Cataluña                                | Comunidad valenciana                    |
| V – CESA 2018    | 2018 | Vigo y Pontevedra                       | Madrid                                  | Cataluña                                | Cataluña                                | Cataluña                                | Cataluña                                | Cataluña                                |
| VI – CESA 2019   | 2019 | Valladolid                              | Comunidad valenciana                    | Cataluña                                | Navarra                                 | Cataluña                                | Castilla y León                         | Cataluña                                |
| VII – CESA 2020  | 2020 | Cantabria                               | Cataluña                                | Andalucía                               | Navarra                                 | Comunidad valenciana                    | Cataluña                                | Cataluña                                |
| CESA 2021        | 2021 | Aplazado por la pandemia de la COVID-19 | Aplazado por la pandemia de la COVID-19 | Aplazado por la pandemia de la COVID-19 | Aplazado por la pandemia de la COVID-19 | Aplazado por la pandemia de la COVID-19 | Aplazado por la pandemia de la COVID-19 | Aplazado por la pandemia de la COVID-19 |
| VIII – CESA 2022 | 2022 | Mar Menor                               | Andalucía                               | Andalucía                               | Comunidad valenciana                    | Cataluña                                | Cataluña                                | Andalucía                               |
| IX – CESA 2023   | 2023 | Costa Blanca                            | Navarra                                 | Comunidad valenciana                    | Andalucía                               | Cataluña                                | Comunidad valenciana                    | Comunidad valenciana                    |
| X – CESA 2024    | 2024 | Gerona y Barcelona                      | Andalucía                               | Comunidad valenciana                    | Cataluña                                | Cataluña                                | Cataluña                                | Cataluña                                |
| XI – CESA 2025   | 2025 | Gerona y Barcelona                      | Cataluña                                | Andalucía                               | Andalucía                               | Cataluña                                | Cataluña                                | Cataluña                                |
| XI – CESA 2026   | 2026 | Cataluña                                |                                         |                                         |                                         |                                         |                                         |                                         |

### Palmarés Juvenil
| Equipo               | Títulos | Subcampeonatos | Años campeonatos |
| -------------------- | ------- | -------------- | ---------------- |
| Madrid               | 2       | 1              | 2017, 2018       |
| Castilla y León      | 2       |                | 2015, 2016       |
| Andalucía            | 2       |                | 2022, 2024       |
| Cataluña             | 1       | 4              | 2025             |
| Comunidad valenciana | 1       | 2              | 2019             |
| Navarra              | 1       | 1              | 2023             |
| Canarias             | 1       |                | 2014             |
| País Vasco           |         | 3              |                  |

| Equipo               | Títulos | Subcampeonatos | Años campeonatos                                           |
| -------------------- | ------- | -------------- | ---------------------------------------------------------- |
| Cataluña             | 10      | 1              | 2015, 2016, 2017, 2018, 2019, 2020, 2022, 2023, 2024, 2025 |
| Madrid               | 1       | 3              | 2014                                                       |
| Comunidad valenciana |         | 1              |                                                            |
| Andalucía            |         | 3              |                                                            |
| Castilla y León      |         | 1              |                                                            |
| Galicia              |         | 1              |                                                            |
| País Vasco           |         | 1              |                                                            |

### Palmarés Cadete
| Equipo               | Títulos | Subcampeonatos | Años campeonatos       |
| -------------------- | ------- | -------------- | ---------------------- |
| Cataluña             | 4       | 1              | 2014, 2017, 2018, 2019 |
| Comunidad valenciana | 2       | 3              | 2023, 2024             |
| Andalucía            | 2       | 1              | 2020, 2025             |
| Madrid               | 1       | 2              | 2016                   |
| Navarra              | 1       | 1              | 2022                   |
| Asturias             | 1       |                | 2015                   |
| Castilla-La Mancha   |         | 1              |                        |
| Galicia              |         | 1              |                        |
| Canarias             |         | 1              |                        |

| Equipo               | Títulos | Subcampeonatos | Años campeonatos                   |
| -------------------- | ------- | -------------- | ---------------------------------- |
| Cataluña             | 6       | 5              | 2017, 2018, 2020, 2022, 2024, 2025 |
| Madrid               | 2       |                | 2015, 2016                         |
| Andalucía            | 1       | 1              | 2014                               |
| Castilla y León      | 1       | 1              | 2019                               |
| Comunidad valenciana | 1       | 1              | 2023                               |
| Galicia              |         | 2              |                                    |
| Navarra              |         | 1              |                                    |

### Palmarés Infantil
| Equipo               | Títulos | Subcampeonatos | Años campeonatos             |
| -------------------- | ------- | -------------- | ---------------------------- |
| Cataluña             | 5       | 2              | 2014, 2017, 2018, 2019, 2024 |
| Andalucía            | 3       |                | 2016, 2023, 2025             |
| Comunidad valenciana | 1       | 5              | 2022                         |
| Galicia              | 1       |                | 2015                         |
| Navarra              | 1       |                | 2020                         |
| Castilla-La Mancha   |         | 2              |                              |

| Equipo                 | Títulos | Subcampeonatos | Años campeonatos       |
| ---------------------- | ------- | -------------- | ---------------------- |
| Cataluña               | 4       | 2              | 2018, 2020, 2024, 2025 |
| Comunidad valenciana   | 4       | 2              | 2015, 2016, 2017, 2023 |
| Andalucía              | 1       | 4              | 2022                   |
| Navarra                | 1       |                | 2019                   |
| Madrid                 | 1       |                | 2014                   |
| Galicia                |         | 1              | 2023                   |
| Principado de Asturias |         | 1              |                        |
| Canarias               |         | 1              |                        |